# 쉬푸 대교

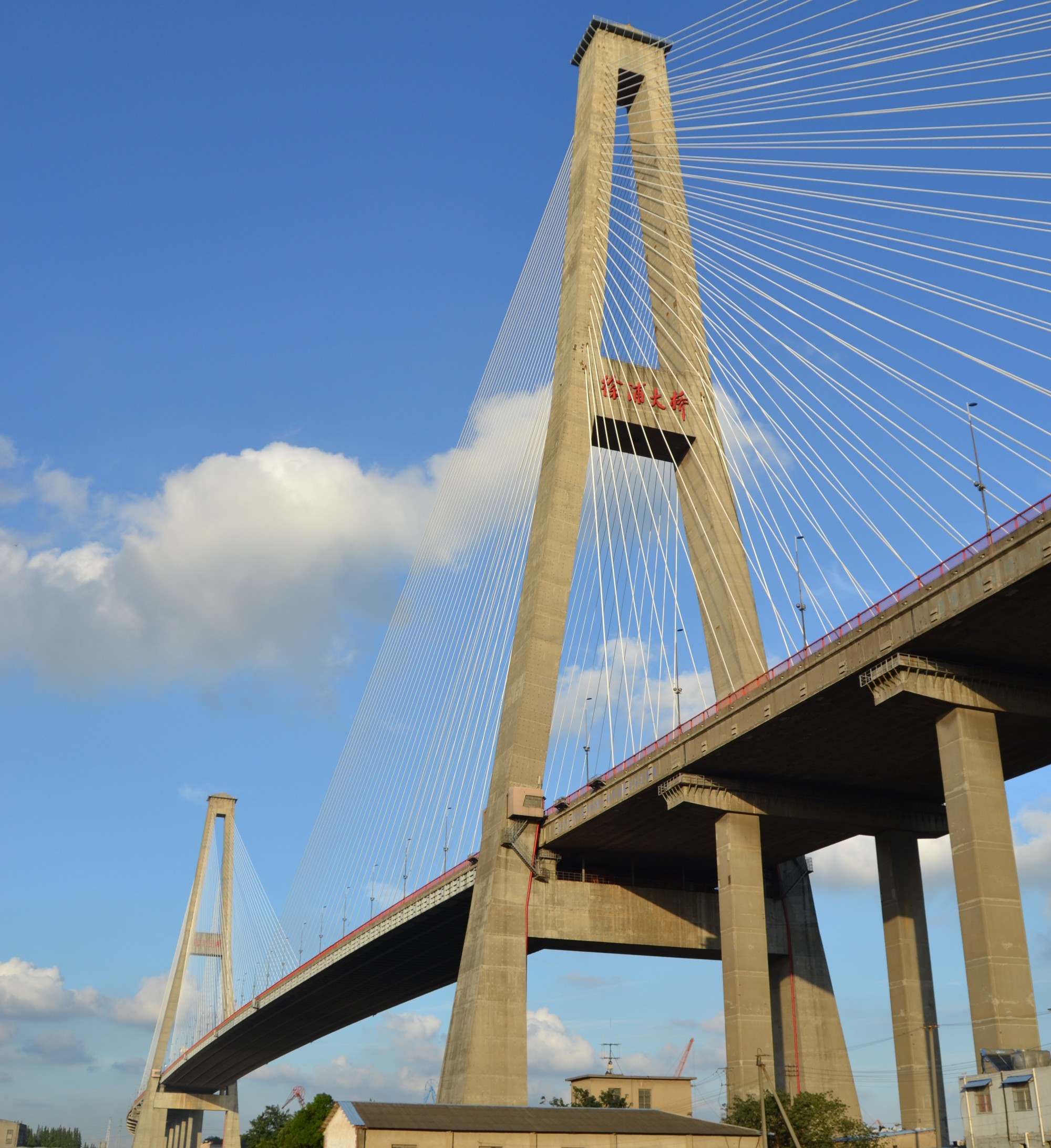

쑤푸 대교(중국어 간체자: 徐浦大桥, 정체자: 徐浦大橋, 병음: Xupǔ Dàqiáo)는 중화인민공화국 상하이시 황푸강 위에 세워진 다리로 서쪽의 쉬후이구와 동쪽의 푸둥 신구를 잇는다. 바깥의 환로를 따라서 쑤푸 대교를 통해 황푸강을 건넌다.

## 개요
1997년 6월 24일, 전체 길이 6017 m로 난푸대교와 양푸대교 이후에 건설된 상하이시의 세 번째 황푸강을 지나는 다리이다.

## 같이 보기
- 황푸강